# Borgo Venezia
Borgo Venezia è un quartiere di Verona di 30 727 abitanti , che si trova nel settore orientale della città in direzione di Venezia; coincide con la Circoscrizione sesta del Comune di Verona.

## Geografia fisica
Confina a ovest con Valdonega e Veronetta, a sud con Porto San Pancrazio, a est con San Michele e prossimo a Montorio e Ferrazze, mentre a nord è prossimo alle località di Poiano e Quinto.
Dista circa un chilometro e mezzo dal centro storico e si trova appena fuori le mura della città.
Viale Unità d'Italia separa Borgo Venezia dal quartiere di Porto San Pancrazio.

## Storia
La zona orientale di Verona, al di là di Porta Vescovo, fu scarsamente abitata fino al XX secolo. Questo perché era una zona dal terreno paludoso, soggetta alle inondazioni dei torrenti Progno di Valpantena e Fiumicello, e perché dal 1518 fino alle soglie del secolo scorso fu imposto per ragioni militari il divieto di costruzione per un miglio al di là delle mura cittadine. L'urbanizzazione della zona iniziò ai primi del Novecento subito al di là di Porta Vescovo, e da allora è proseguita senza sosta fino a congiungere la città con le frazioni di San Michele e San Felice Extra. La zona è stata oggetto di diversi programmi di edilizia popolare (vedi progetto Fanfani, anni '60), ma negli ultimi anni sono state costruite anche zone residenziali di alto livello, soprattutto nelle zone di Santa Croce/Quartiere Musicisti e Biondella, con villette a schiera e piccoli condomini. Negli anni '60 del '900 il Progno di Valpantena fu interrato per scongiurarne le frequenti piene e al suo posto fu costruito un canale di scolo che ancor oggi attraversa Borgo Venezia da nord a sud.

### La Ceolara
In via Verdi, nelle vicinanze del cinema Alcione, ci sono i resti di una cascina ormai fatiscente, la Ceolara. Questo nome non è stato perpetuato in nessuno degli attuali toponimi ufficiali, ma è vivo nella gente per indicare sia la cascina che l'area circostante ("le case vicine alla Ceolara"). La prima documentazione di questa fattoria si ha nel 1584: quattro persone prive di cognome appaiono nel registro d'estimo di quell'anno come residenti alla Cevolara, allora appartenente alla contrada di S. Maria in Organo nonostante fosse situata nei pressi della Biondella. La Ceolara rimane sotto S. Maria in Organo fino all'epoca napoleonica, dopo di che passa a S. Nazaro. Il nome compare in qualche mappa, per esempio nel 1900, nella forma pseudo-italiana La Cipollata. Il suo significato è chiaro: il veronese seolara (in antico, e ancor oggi in varie parti della provincia, zeolara) vale «zona coltivata a cipolle, cipollato». Evidentemente, in qualche momento della sua storia prima della fine del Cinquecento la fattoria si era specializzata nella produzione delle cipolle.
Prendendo spunto dalla Ceolara, la maschera di Borgo Santa Croce si chiama "Duca de la Seola".
Tra via Verdi e la provinciale per Montorio corre via Villa Cozza. Il nome non deve essere antico, perché non compare in nessuna pubblicazione del passato. Sembra che all'inizio della via dalla parte della provinciale sorgesse 40-50 anni fa una casa di contadini di cognome Cozza; divenuti benestanti, essi la avrebbero denominata Villa Cozza a imitazione delle ville signorili, e da tale "villa" avrebbe tratto il nome la via che si formò successivamente (e che in un primo tempo si spingeva dalla provinciale per soli 100-150 metri; solo all'inizio degli anni '70 si ebbe il prolungamento fino a via Verdi). Quei Cozza erano forse provenienti da Montorio, dove esistono famiglie con tale cognome; e si noti che a est del Ponte Florio si stacca il Fibbio in direzione sud, terminando alla poco lontano Villa Colombare, una Fossa Cozza.

## Zone
Il Quartiere Borgo Venezia, detto anche dei Siè borghi (sei borghi), è suddiviso in sottozone individuate sia a livello di circoscrizione che ai fini dell'individuazione immobiliare. Dette zone spesso coincidono con la suddivisione in parrocchie che compongono il Borgo stesso.
- Il centro del quartiere è la Zona antica di Borgo Venezia, che si sviluppa all'esterno est delle mura della città a partire da Porta Vescovo ed è compresa tra corso Venezia e via Betteloni, intorno alla parrocchia di San Giuseppe fuori le mura;
- a ovest la Zona Biondella che si sviluppa dalla via Biondella a ridosso delle Torricelle. Si estende poi intorno alla Chiesa San Pio X fino a via Fincato;
- a nord ovest la Zona Fincato che parte da via Carlo Cipolla e si estende oltre via Colonnello Giovanni Fincato fino a S. Felice Extra;
- a nord San Felice Extra, che si sviluppa lungo via Belvedere;
- a nord est Borgo S. Croce che parte dalla via Fincato, comprende la zona della parrocchia di Santa Croce e si estende a comprendere l'antico borgo ciodo (piazza Zagata); a sud confina con via Montorio e ad est con San Felice e Ponte Florio. Le vie principali sono via Villa Cozza, via San Felice Extra, via Verdi, via Guido d'Arezzo; il grande Borgo di Santa Croce (detto anche Quartiere Musicisti per la scelta toponomastica delle vie) conta quasi quindicimila abitanti;
- a est la Zona S. Marco che si estende intorno all'omonima chiesa e ai grandi giardini pubblici che la circondano;
- a sud Borgo Trieste che si estende fra via Badile e viale Venezia, confinando ad est con San Michele.

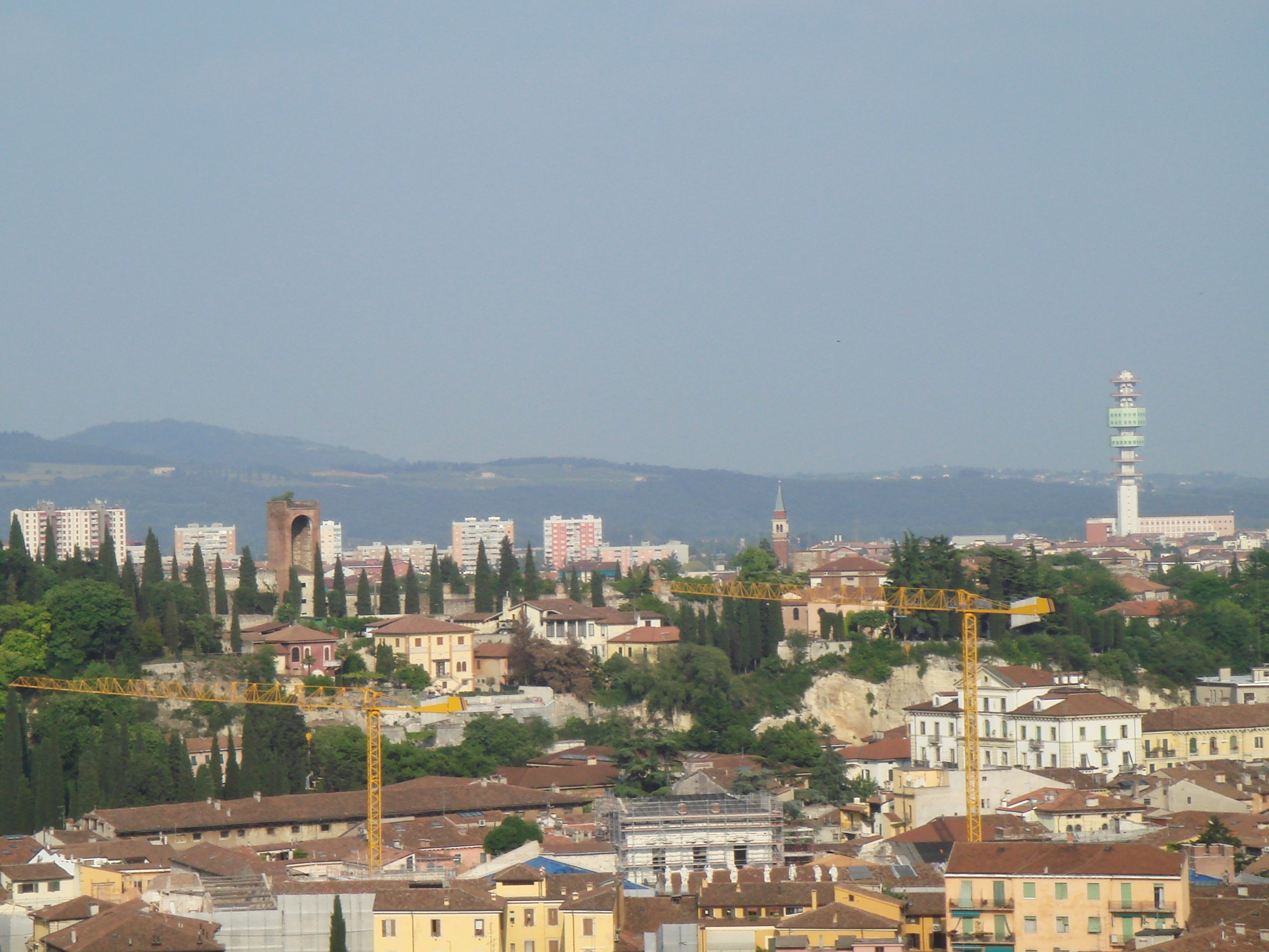
Borgo Venezia visto dal centro della città

## Monumenti e luoghi d'interesse

### Architetture religiose
- San Giuseppe Fuori le Mura - piazza Libero Vinco n. 37 - don Campedelli Adelino.
- San Marco Evangelista - via G. dalla Corte n. 24 - don Lollato Samuele.
- San Pio X - via Carlo Cipolla n. 36 - don Alberto Carcereri.
- Esaltazione della Santa Croce (chiesa salesiana dal 10 ottobre 1976) - via Guido d'Arezzo n. 27 - don Gianluca Brisotto.
- Santa Maria Addolorata - via G. Saliceto n. 3 - padre Carbone Angelo.
- Convento del Barana della Fraternità francescana di Betania (ex Frati cappuccini del Barana) - via Colonnello Giovanni Fincato n. 35/b.
- S. Felice Extra - Via Belvedere n. 77 - don Bertucco Tarcisio.

### Piazze
- Piazza Libero Vinco: al centro di essa, contornati da una piacevole serie di alberi sempreverdi, sorgono una fontana in marmo rosso veronese ed un piccolo monumento dedicato agli alpini caduti, tra cui la medaglia d'oro al valor militare Libero Vinco. Sulla piazza si affaccia la Chiesa di San Giuseppe F.M.
- Piazza Isotta Nogarola: all'incrocio tra Via Pisano e Via Salgari. Dedicata all'omonima umanista italiana (Verona, 1418 – Verona, 1466), nata nella famiglia nobile veronese dei Nogarola (domini de Nogarolis), la cui fortuna declina con la caduta degli Scaligeri, alla quale appartennero anche altre donne scrittrici (Antonia Nogarola agli inizi del Trecento e Angela Nogarola nei primi decenni del Quattrocento).
- Piazza di Santa Croce: piuttosto ampia, sorge di fronte alla moderna chiesa dedicata alla Santa Croce e vicino al cinema Alcione. La piazza è adibita a giardino. Sono presenti nella piazza una casa per gli attrezzi ed una fontana, oltre a numerosi sentieri e panchine; è luogo di ritrovo di numerosi gruppi di giovani.
- Piazza Cavalleri: sorge di fronte alla chiesa di Santa Maria Addolorata di Borgo Trieste. La piazza è dedicata al primo parroco della locale parrocchia. Nei primi anni di vita del quartiere, la piazza era un campo di calcio. Negli anni 1980 fu trasformata in un giardino con piante semperverdi. Una parte è dedicata a parcheggio.

## Cultura

### Istruzione
Le prime scuole di Borgo Venezia, hanno origine in via Betteloni 21, dove nel 1908 fu inaugurata la scuola elementare Carducci. Tale Scuola fa parte dell'Istituto Comprensivo 15. Successivamente sorsero le scuole Manzoni in via Albertini e Forti.
In Borgo Santa Croce ha sede l'Istituto Comprensivo 19. L'istituto è costituito dalle seguenti scuole:
- Scuola secondaria di 1º grado Giuseppe Verdi in via Francesco Cilea, 2;
- Scuola primaria Gianni Rodari in via Carlo Cipolla, 60;
- Scuola primaria Guarino da Verona in via San Felice Extra, 15.

In zona Borgo Trieste - Borgo Venezia antico ha sede l'Istituto Comprensivo 15, composto da:
- Scuola Primaria Achille Forti in via Antonio Badile, 99;
- Scuola Primaria Alessandro Manzoni in via Giovanni Saliceto, 3;
- Scuola Primaria Giosuè Carducci in via Cesare Betteloni, 21;
- Scuola Secondaria di 1º grado Giovanni Fincato - Rita Rosani in via Antonio Badile, 95.

Nel quartiere hanno sede anche l'Istituto Tecnico Commerciale Aldo Pasoli e la Facoltà di Scienze Motorie dell'Università di Verona.

### Eventi
- In Borgo S. Croce si svolge annualmente la Festa della Comunità nella seconda domenica di settembre. Borgo Santa Croce, il più giovane tra i borghi, nasce il 30 ottobre 1960, prendendo il nome dalla Chiesa Esaltazione della Santa Croce.
- In Borgo Trieste si svolge annualmente la Festa della Comunità nella terza settimana di settembre.

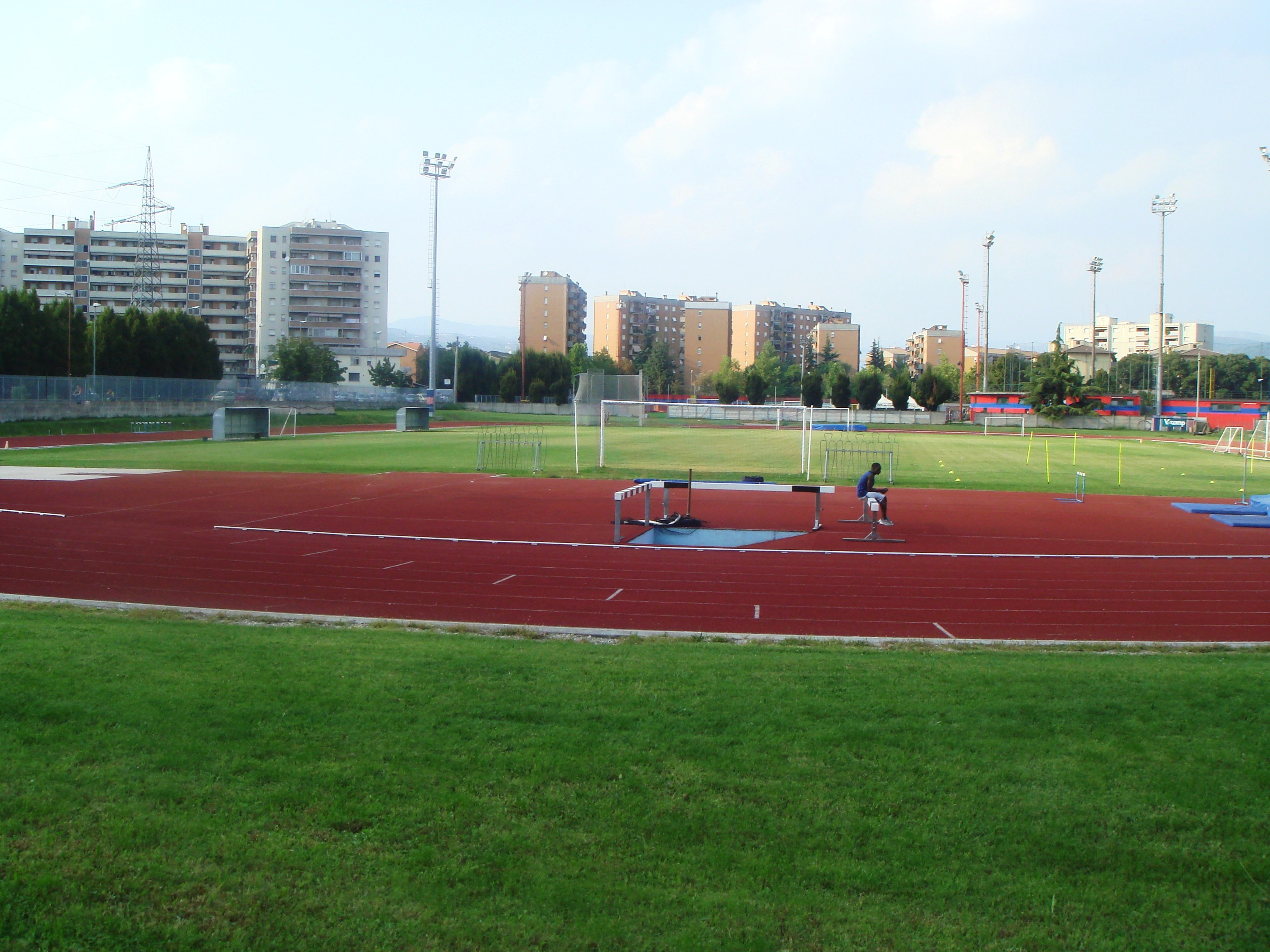
Il campo Mazzola all'interno del comprensorio sportivo del Gavagnin

## Sport

### Calcio
La principale squadra di calcio di Borgo Venezia è la Virtus Verona, che nella stagione 2024-2025 milita in Serie C. Disputa le gare interne allo stadio Mario Gavagnin-Sinibaldo Nocini situato al confine orientale del Borgo .
La società vanta oltre alla prima squadra una seconda squadra chiamata Virtus Borgo Venezia che nella stagione 2024-2025 milita in Promozione.
Altra realtà calcistica è costituita dalla Scuola Calcio Ares Qualificata F.I.G.C. e riconosciuta dal Coni quale Centro C.A.S. (Centro di Avviamento allo Sport).
L'attività si svolge sul campo sportivo di Borgo S. Croce presso gli impianti del Centro Parrocchiale in Via Pergolesi, 4.
Presso il Campo Sportivo F. Pernigo sorge U.S. ATLAS. L'unione sportiva ATLAS VR 83 nasce nel 1979 con lo scopo di creare un interesse nei giovani verso il mondo del calcio, non a livello di competizione ma solamente per puro divertimento e voglia di stare insieme, al tempo stesso imparando la disciplina, il lavoro di squadra e il "sacrificio" giocando. La sede è in Via Badile, 91 vicino alle scuole "Fincato - Rosani" in borgo Trieste. 
Tra il novembre del 1919 e il maggio del 1933, nell'area compresa tra via Badile e via Campo Sportivo, sorgeva il Campo di calcio militare dove l'Hellas Verona giocò i propri campionati nazionali tra le due guerre, prima di trasferirsi allo "Stadium" Bentegodi di Piazza Cittadella.

### Rugby
Nel quartiere, all'interno del  centro sportivo Gavagnin-Nocini, è presente un campo di rugby dotato di tribune, gestito dalla squadra di rugby del Verona.
Sullo stesso campo gioca anche la Scaligera Rugby Verona.

### Baseball
Nel centro sportivo Gavagnin-Nocini è anche presente un campo da baseball. In occasione dei Mondiali di baseball del 2009, l'Amministrazione Comunale e la Regione hanno ristrutturato il campo e cambiato l'illuminazione per rendere il campo idoneo a partite Internazionali. Sono state ospitate squadre internazionali come: Cuba, Cina Taipei, USA e Messico.
Presso il Campo nel 1993 nasce la Soc. Dynos Verona Baseball Softball e il B.T. Verona la prima che milita nei Campionati Nazionali con squadre Giovanili la seconda con squadre Senior.

## Altro
- In Borgo Venezia si trova la seconda stazione ferroviaria di Verona, la stazione di Verona Porta Vescovo.
- Vicino alla chiesa di San Marco c'è il cimitero israelitico di Verona.
- Fra Borgo Venezia e l'abitato di San Michele Extra si trovano gli stabilimenti della Mondadori Printing.